# 超级越野摩托车锦标赛
超级越野摩托车锦标赛是一项在美国舉行的摩托车越野赛。該賽事成立于1974年，並於每年1月至5月初举行。比賽在泥土赛道上舉辦，赛道上有障碍物，賽道通常位于体育场内。